# Earl Sweatshirt
Thebe Neruda Kgositile (Chicago, 24 de febrero de 1994), conocido por su nombre artístico Earl Sweatshirt, es un rapero, compositor y productor discográfico estadounidense.

## Biografía
Hijo de Cheryl Harris y Keorapetse Kgositsile. 
Comenzó su carrera musical y a rapear en 2008, con el apodo de SLY Tendencias pero pronto cambió su nombre cuando Tyler, the Creator lo invitó a unirse a su grupo de hip hop alternativo Odd Future a finales de 2009. Obtuvo reconocimiento y elogios de la crítica por su mixtape debut, Earl, que lanzó en marzo de 2010, a los 16 años.
Poco después de su lanzamiento, su madre lo envió a un internado en Samoa, Oceanía para adolescentes en riesgo. Durante un año y medio, no pudo grabar música durante su mandato allí, pero regresó a Los Ángeles en febrero de 2012, justo antes de cumplir los dieciocho años. Kgositsile se reincorporó a Odd Future Para grabar un verso en la canción "Oldie" con varios artistas de Odd Future y comenzó a producir música nueva, lanzando su álbum de estudio debut, Doris, en agosto de 2013.

## Álbumes
- 2010, Earl
- 2013, Doris
- 2015, I Don't Like Shit, I Don't Go Outside
- 2015, Solace (EP)
- 2018, Some Rap Songs
- 2022, Sick
- 2023, VOIR DIRE (con The Alchemist)